# La Saga des exilés

La Saga des exilés (titre original : Saga of Pliocene Exile) est une saga en quatre volumes de la romancière américaine Julian May. En français, le premier volume a été séparé en deux et la traduction s'est arrêtée après le second volume, formant ainsi une trilogie.

## Romans
1. (en) The Many-Colored Land, 1981
  1. Le Pays multicolore, Temps futur, coll. « Space-fiction », 1983  (ISBN 2866070399)
  2. Les Conquérants du pliocène, Temps futur, coll. « Space-fiction », 1983  (ISBN 2866070445)
2. Le Torque d'or, J'ai lu, 1999 ((en) The Golden Torc, 1982)  (ISBN 2290050237)
3. (en) The Nonborn King, 1983
4. (en) The Adversary, 1984

## Présentation de l'œuvre
Près de Lyon, dans un futur relativement proche, le professeur Théo Gudérian a découvert un chemin vers le lointain passé de notre planète : la Porte du Temps. Mais cette communication est à sens unique !
Après la mort du professeur, sa veuve, Angélique, vendit le passage vers le passé à toute personne prête pour cette aventure. Elle-même fit le voyage...
Bien après les premiers contacts extraterrestres, le 25 août 2110, un certain nombre de terriens tentent le voyage vers le Pliocène.
Mais très vite, sur cette jeune Terre où les couleurs sont plus vives et l'air plus dense, ils se rendent compte que la planète est habitée par une race extra-terrestre, les Tanus. Les Tanus ont soumis la plupart des hommes pour prendre l'ascendant sur leur race rivale, les Firvulag. Mais quelques humains s'opposent à ce pouvoir et tentent de rendre la liberté aux hommes ou de prendre la place des Tanus.
L'œuvre s'inspire des mythes celtes, irlandais en particulier, tant pour les noms des personnages (Tanus = Tuatha dé dannan, Firvulag = Fir Bolg et Fomorés) que pour certains évènements (bataille de Mag Tured).